# 倉田啓明
倉田 啓明（くらた けいめい、1892年頃 - ? ）は、日本の小説家、戯曲家。

## 来歴
本名は倉田潔。新劇関係者による同人誌『俳優館』第8号の松本克平「倉田啓明追跡失敗談」によると、東京・日本橋の薬種問屋に生まれたが、家業の没落で実家を離れ、文学や忍術を修行した。少年期を三重県伊賀で過ごす。立教中学卒業後江見水蔭の門下に入ったとも、慶應義塾大学文科出身ともいわれる。明治時代末期に小説家としてデビュー。『中央公論』『太陽』『三田文学』『ARS』に小説を発表していたが、1917年12月、谷崎潤一郎の作品と称して『誘惑女神』なる約20枚の小説を『東京日日新聞』に売り込み、原稿料を詐取。また、芥川龍之介の作品と称して『魔神結縄』なる小説を出版社に売った他、北原白秋や山崎俊夫を騙り、坪内逍遥の紹介状を偽造して『黒潮』に『結搏葛城の神』なる小説を売りつけようとするなどの行為によって文書偽造行使詐欺の罪に問われ、懲役10月の実刑判決を受けて豊多摩刑務所で服役。
出所後は通俗作家北島春石の食客となり、その代作を行う。1921年、春石の妻の名で『本朝王昭君』を『萬朝報』紙の1万号記念懸賞脚本募集に応募し、旧劇の部で一等入選。1922年、「倉田潔」名義で獄中記『地獄へ堕ちし人々』（春江堂）を刊行。
関東大震災後は関西地方に移住し、大阪千日前などの大衆劇の作者として活動すると共に、『騒人』『世間』『道頓堀』『上方食道楽』『文芸倶楽部』『漫談』などの大衆誌で娯楽作品を発表。この間、劇作家豊田豊の戯曲から盗作する事件を起こす。また、演劇水平社聯盟の指導者としても活動し、全国水平社初代委員長の南梅吉を顧問に迎え、各地の商店や銀行や会社から寄付金を強要していたが、これに対しては1924年10月20日付の全国水平社機関紙『水平新聞』第5号に「彼等は全国水平社に何等の関係がないことを声明すると共に同人は彼等を見付け次第用捨なく（ママ）糺弾して下さい」との警告文が掲載されている。
このほかに長田幹彦名義の偽造原稿を博文館に持ち込んだこともあり、文壇を追放されたと伝えられる。
1930年代半ばより活動を確認できず、既に故人と推定されるが、没年月日・死因等は明らかになっていない。　　　　　　　　　　　

## 著書
- わが屍に化粧する―倉田啓明綺想探偵作品集―（書肆盛林堂）
- 『稚兒殺し 倉田啓明譎作集』（龜鳴屋、2003年）